# Asch-Schihr
Asch-Schihr (oder auch aš-Šich̨r, ash-Shihr), (arabisch الشحر, DMG aš-Šiḥr) ist eine Küstenstadt im Hadramaut, die im südlichen Jemen, südöstlich von Sanaa, liegt. Seit der zweiten Hälfte des 19. Jahrhunderts bis zur Eingliederung in die Demokratische Volksrepublik Jemen 1967 gehörte sie zum Sultanat von Schihr und Mukalla.
In der Nähe wurde am 5. August 1993 ein Öl-Terminal eröffnet, von dem Öl der Marke „Yemen Masila Blend“ verschifft wird. Über eine 138 km lange Pipeline wird das Öl vom Ölfeld „Masila Block“ zum Hafen gepumpt. Betrieben werden das Ölfeld und die Ölverladestation von der kanadischen Firma Nexen.
Am 10. Oktober 2002 ereignete sich ein der al-Qaida im Jemen zugeschriebenes Selbstmordattentat im Hafen der Stadt, als der französische Öltanker Limburg angegriffen wurde. Neben einem Toten waren zwölf Verletzte und der Verlust von 90.000 Barrel Öl zu beklagen.